# Zerconidae

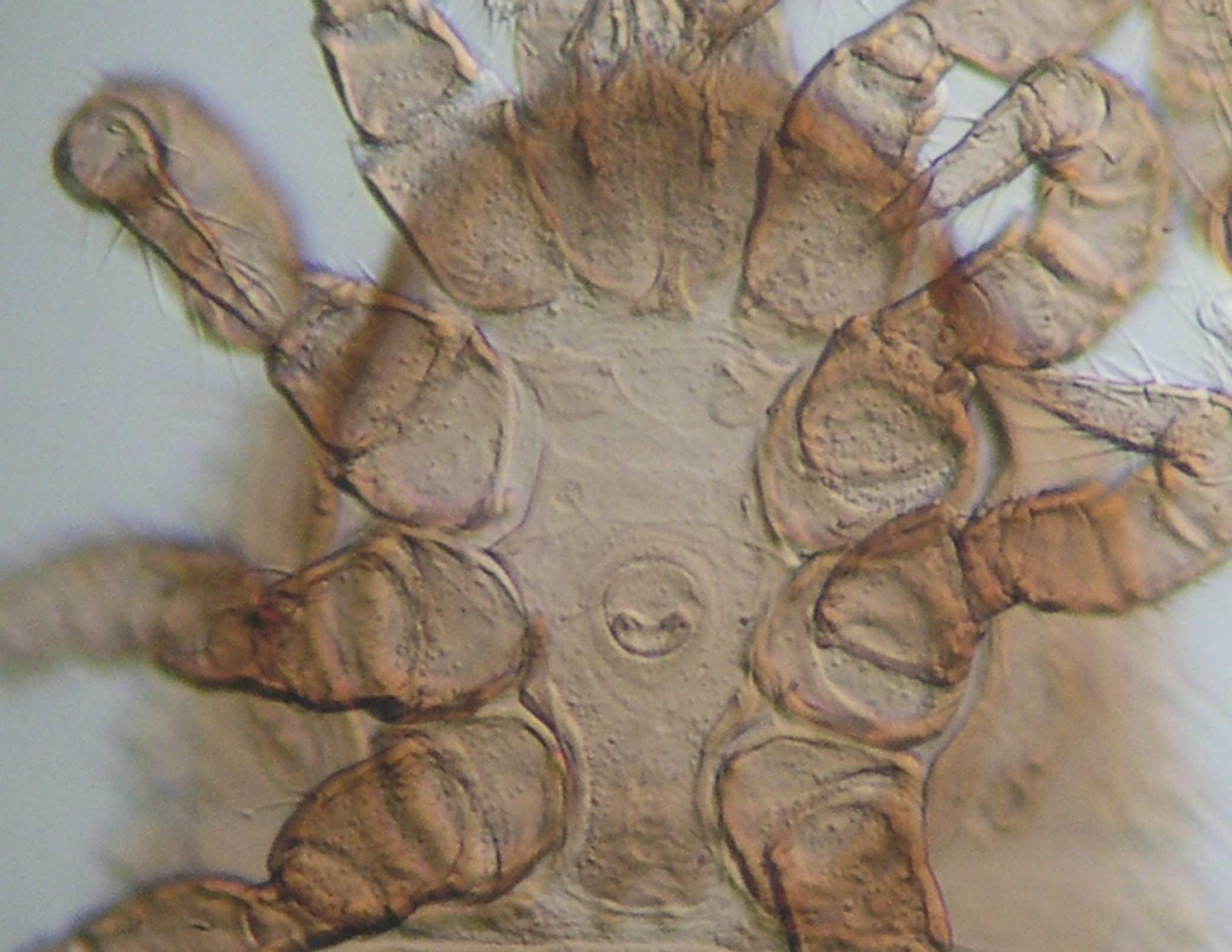
Zercon sp., Männchen, Unterseite mit Geschlechtsöffnung

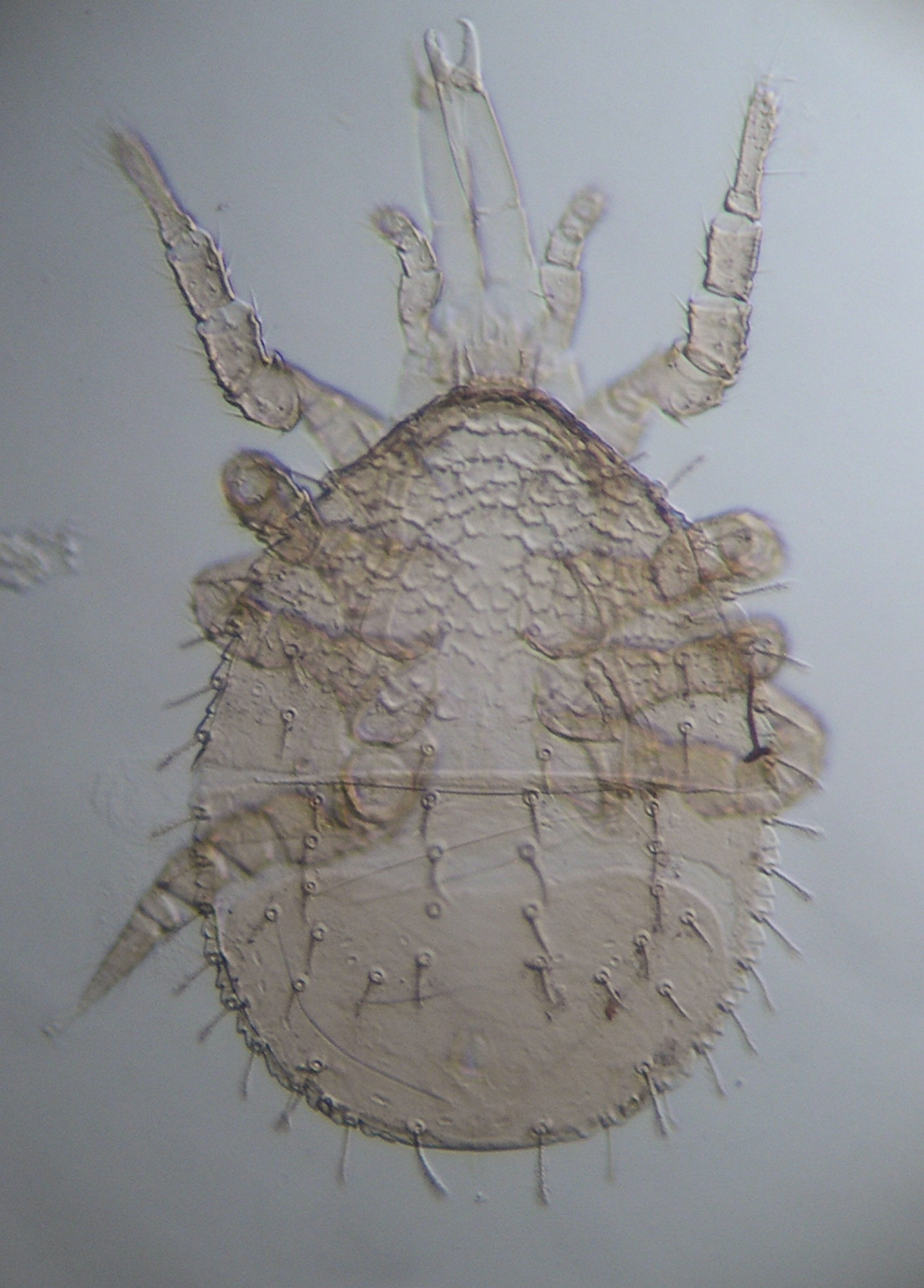
Parazercon radiatus, Weibchen

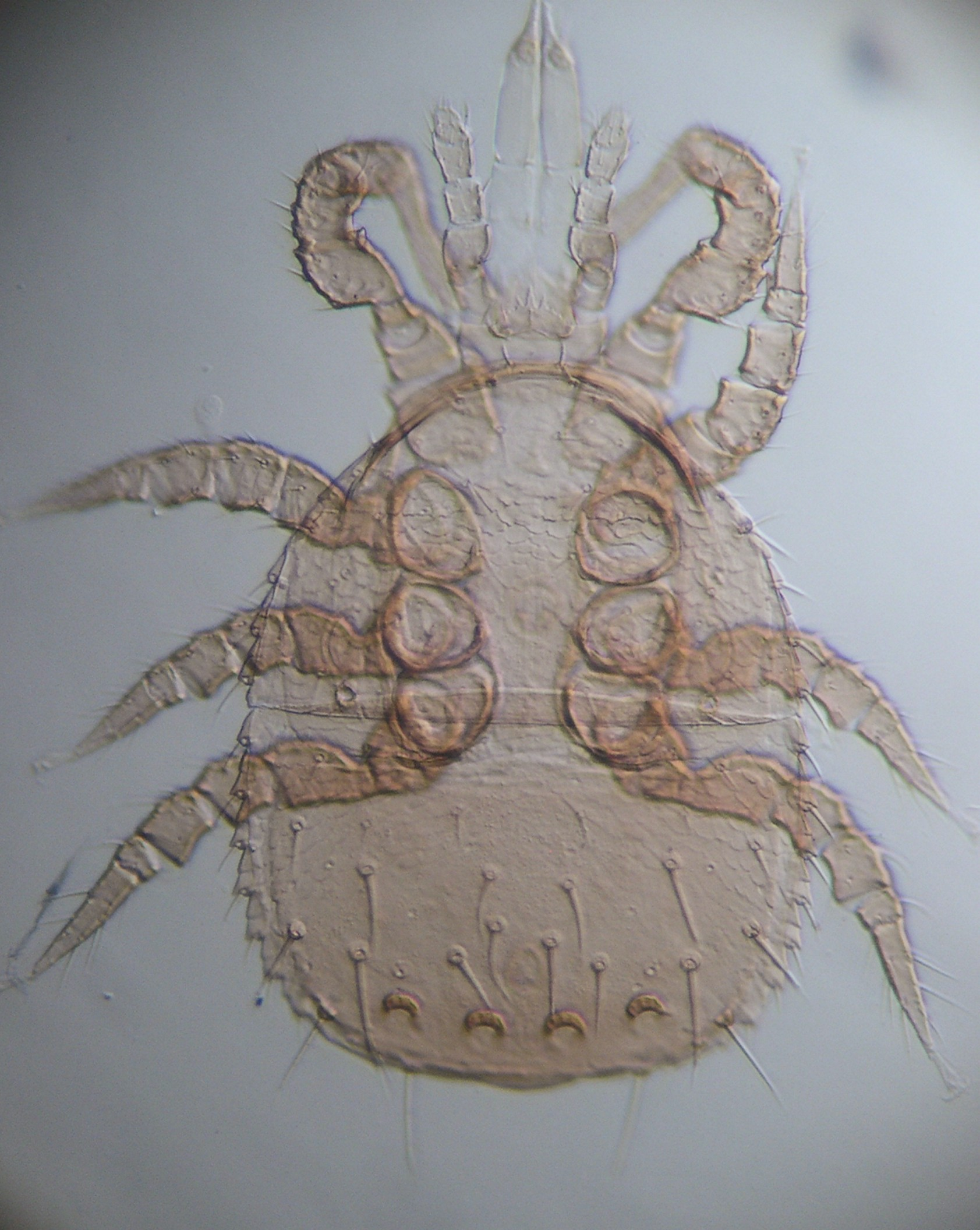
Zercon gurensis, Männchen

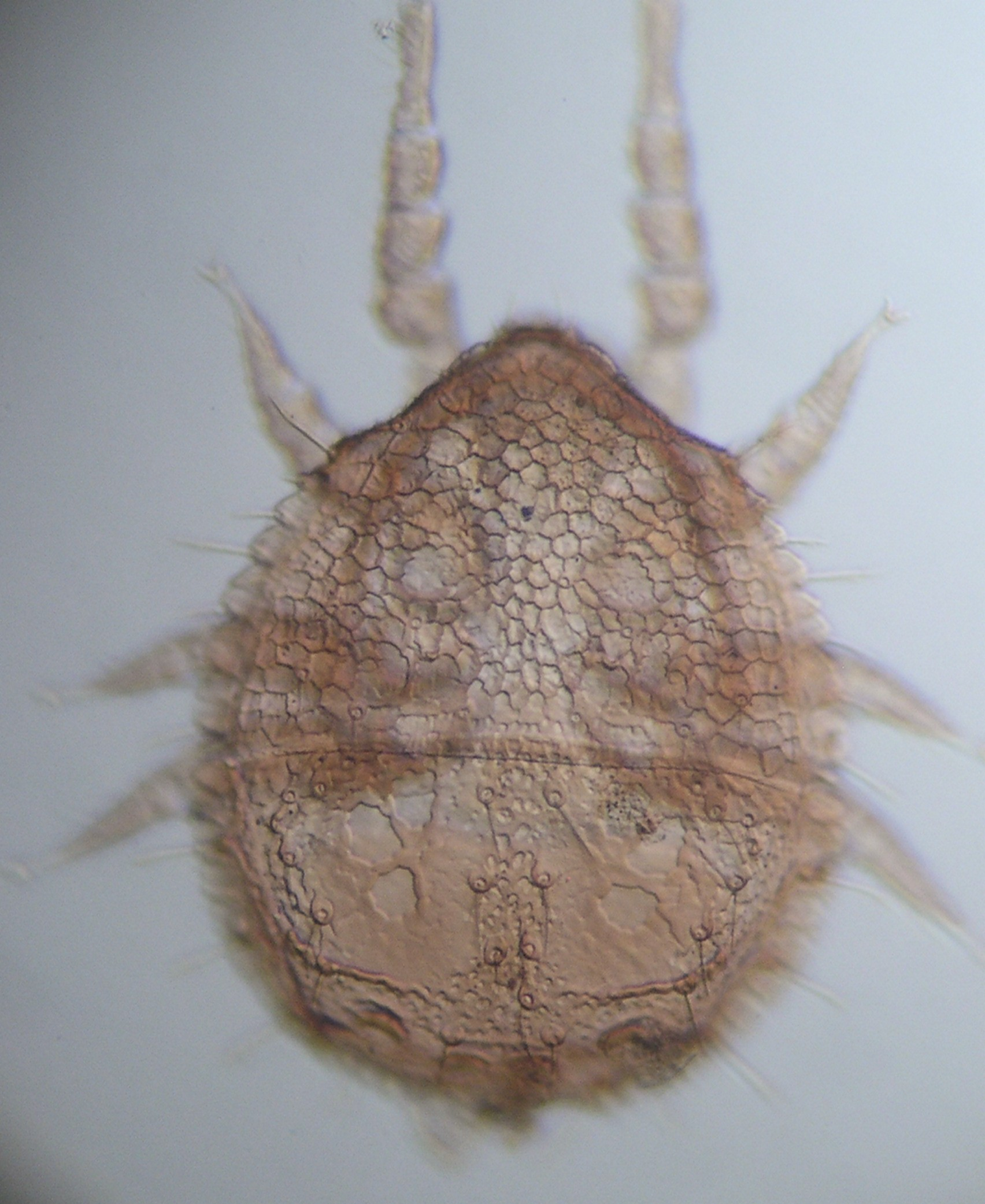
Prozercon carpathofimbriatus, Weibchen

Die Zerconidae sind eine Familie der Raubmilben (Gamasida) mit Verbreitung auf der nördlichen Erdhalbkugel. Die Arten der Familie kommen in Wäldern häufig vor, wo sie die oberflächlichen Bodenschichten besiedeln.

## Merkmale
Vertreter dieser Raubmilbenfamilie werden nur 215–680 µm groß. Das wichtigste Unterscheidungsmerkmal zu anderen Gruppen sind die vier Rückengruben am Ende des Dorsalschildes (manchmal kaum sichtbar) und der gezackte Rand des Schildes. Die männliche Geschlechtsöffnung liegt mittig im Sternalschild.

## Lebensweise
Es handelt sich um freilebende Milben, die sich räuberisch ernähren. Sie sind oligophag, das heißt auf eine bestimmte Nahrungsquelle spezialisiert. Ihre Hauptnahrung sind Fadenwürmer, die ebenfalls in der Bodenstreu vorkommen. 
Ihr Lebenszyklus umfasst drei Stadien bis zur Geschlechtsreife: Larve, Protonymphe und Nymphe. Nach der letzten Häutung sind die Tiere adult.

## Systematik
Die Zerconidae gehören zur Überfamilie Zerconoidea, die außer den Zerconidae selbst nur aus der monobasischen Familie Coprozerconidae besteht. Die Überfamilie zählt zur Unterkohorte Epicriiae in der Kohorte der Raubmilben. 

### Gattungen
Die Familie ist mit zirka 330 Arten auf der nördlichen Erdhalbkugel verbreitet. Die meisten Vertreter kommen aus den Gattungen Zercon (ca. 225 Arten) und Prozercon (ca. 50 Arten). Weitere Gattungen sind: 
- Aleksozercon Petrova, 1978
- Allozercon Błaszak, 1984
- Amerozercon Halašková, 1969
- Aquilonozercon Halašková, 1979
- Aspar Halašková, 1977
- Bakeras Błaszak, 1984
- Blaszakiella Sikora & Skoracki, 2008
- Bledas Halašková, 1977
- Carpathozercon Balan, 1991
- Caurozercon Halašková, 1977
- Cosmozercon Błaszak, 1981
- Echinozercon Błaszak, 1975
- Eurozercon Halašková, 1979
- Hypozercon Błaszak, 1981
- Indozercon Błaszak, 1978
- Kaikiozercon Halašková, 1979
- Koreozercon Halašková, 1979
- Krantzas  Błaszak, 1981
- Lindquistas Błaszak, 1981
- Macrozercon Błaszak, 1975
- Mesozercon Błaszak, 1975
- Metazercon Błaszak, 1975
- Microzercon Błaszak, 1975
- Mixozercon Halašková, 1963
- Monozercon Błaszak, 1984
- Neozercon Petrova, 1977
- Paleozercon Błaszak, Cokendolpher & Polyak, 1995
- Parazercon Trägardh, 1931
- Parhozercon Błaszak, 1981
- Rafas Błaszak, 1979
- Skeironozercon Halašková, 1977
- Syskenozercon Athias-Henriot, 1977
- Xenozercon Błaszak, 1976